# Médina de Meknès
 (janvier 2019).
Si vous disposez d'ouvrages ou d'articles de référence ou si vous connaissez des sites web de qualité traitant du thème abordé ici, merci de compléter l'article en donnant les références utiles à sa vérifiabilité et en les liant à la section « Notes et références ».
La médina de Meknès est une médina marocaine dans le centre historique de la ville de Meknès. Elle est placée sur la liste du patrimoine mondial de l'Unesco depuis 1996.

## Histoire
L'histoire de la médina remonte aux Almoravides qui ont fondé une forteresse à Meknès au XIe siècle. La forteresse de la médina a résisté à la montée des Almohades avant d'être détruite par ces derniers. La médina a été ensuite reconstruite dans une plus grande taille avec des mosquées et de grandes fortifications. 
Sous les Mérinides, elle a reçu d'autres madrasas, des kasbahs et des mosquées au début du XIVe siècle et a continué de prospérer sous la dynastie des Wattasid. Meknès avec sa médina a été la capitale impériale de Moulay Ismaïl après son accession au sultanat du Maroc (1672-1727). 
Un programme de valorisation de la médina de Meknès d'un coût de 800 millions de dirhams a été lancé pour une période s'étendant de 2019 à 2023.  

## Architecture
La médina regroupe la plupart des grands monuments architecturaux de Meknès. Elle contient des mosquées (la grande mosquée, la mosquée Néjjarine), des médersas (médersa Bou Inania, médersa al Filalia) ainsi que plusieurs portes (Bab Mansour, Bab Lakhmis, Bab Berdaïne). 

## Galerie

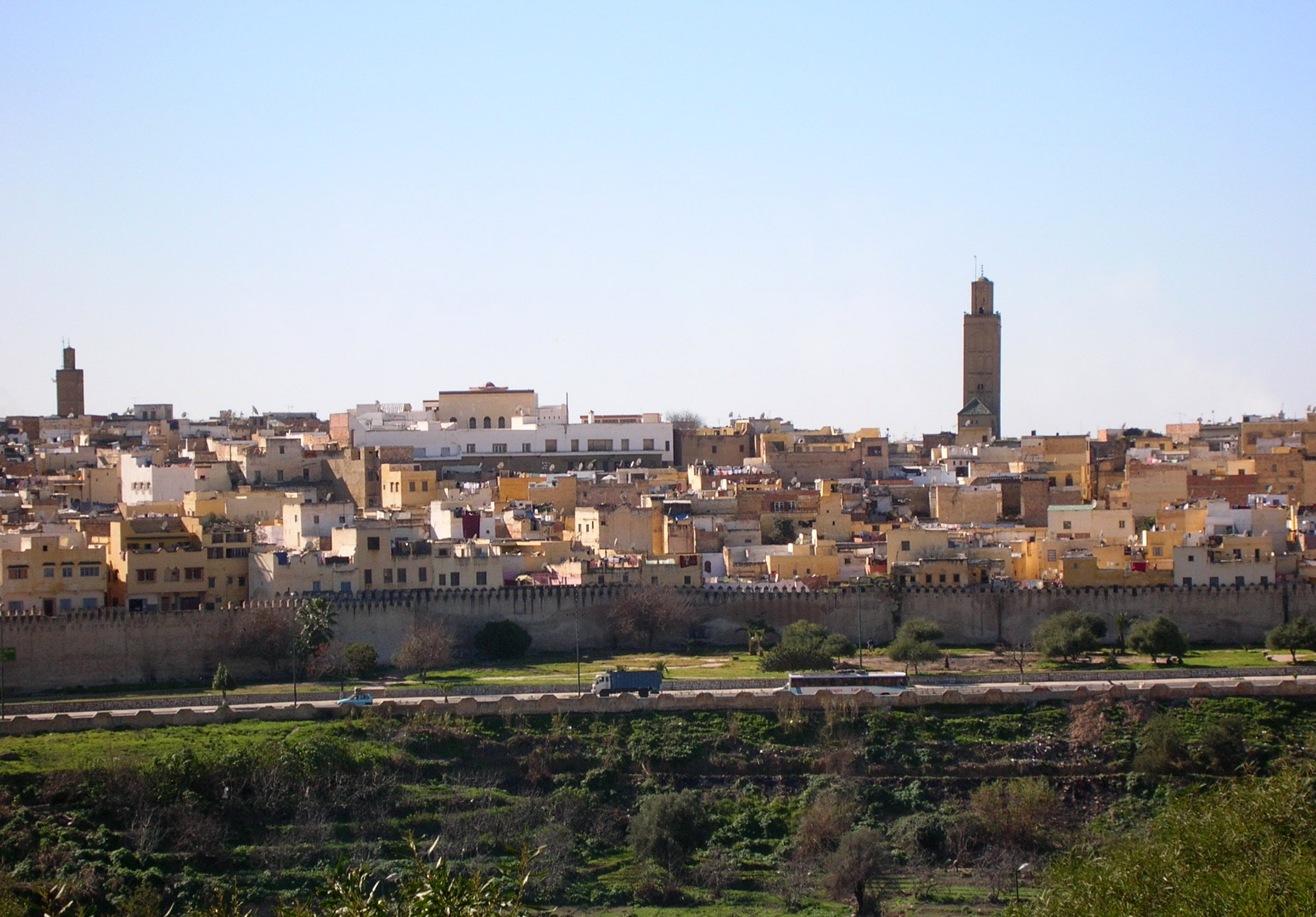
Vue de la médina de Meknès.
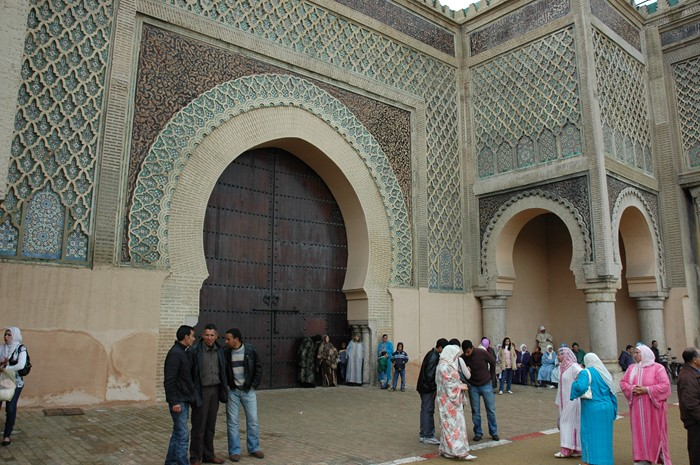
Bab Mansour el Aleuj.
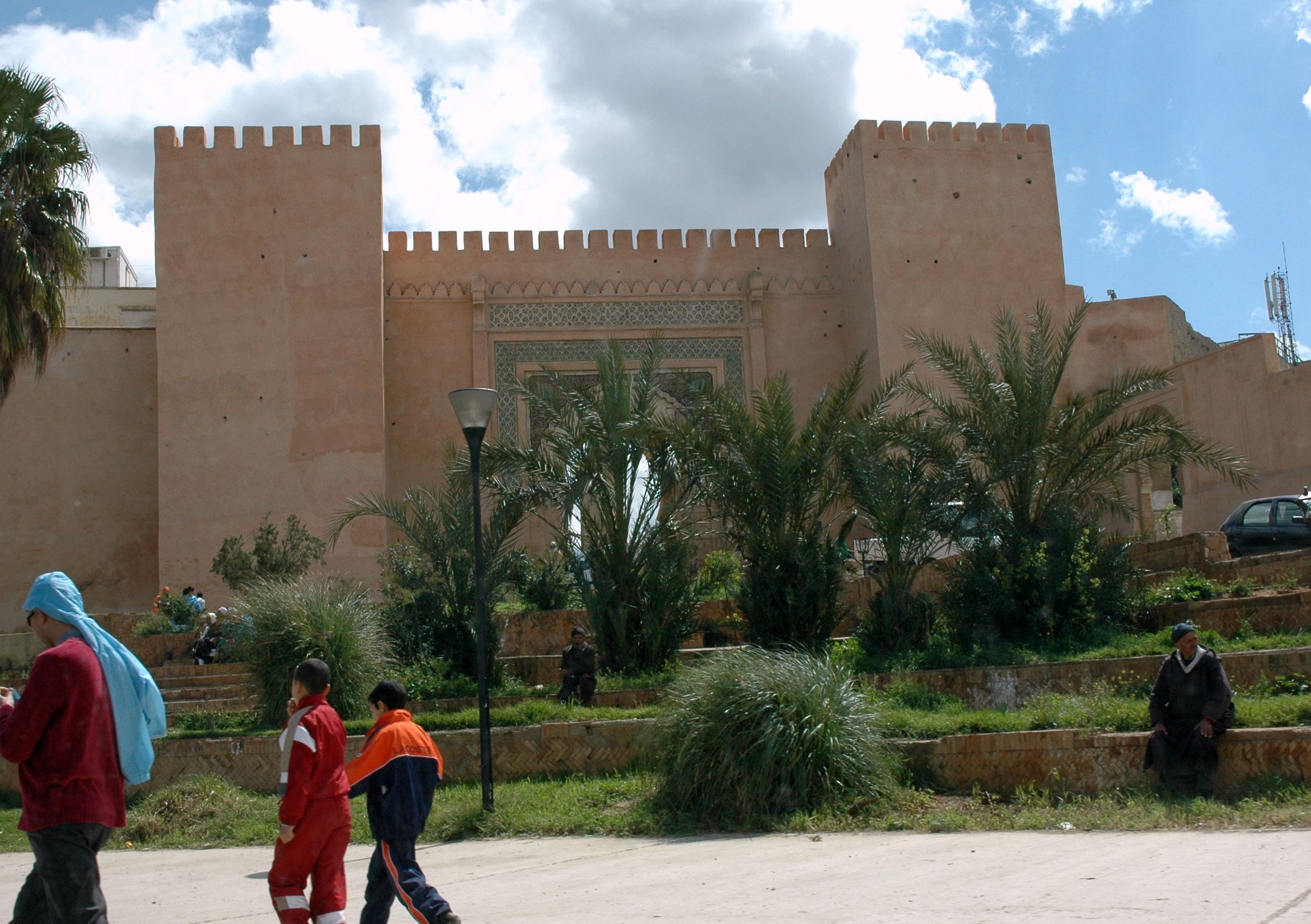
Bab Berdaine.
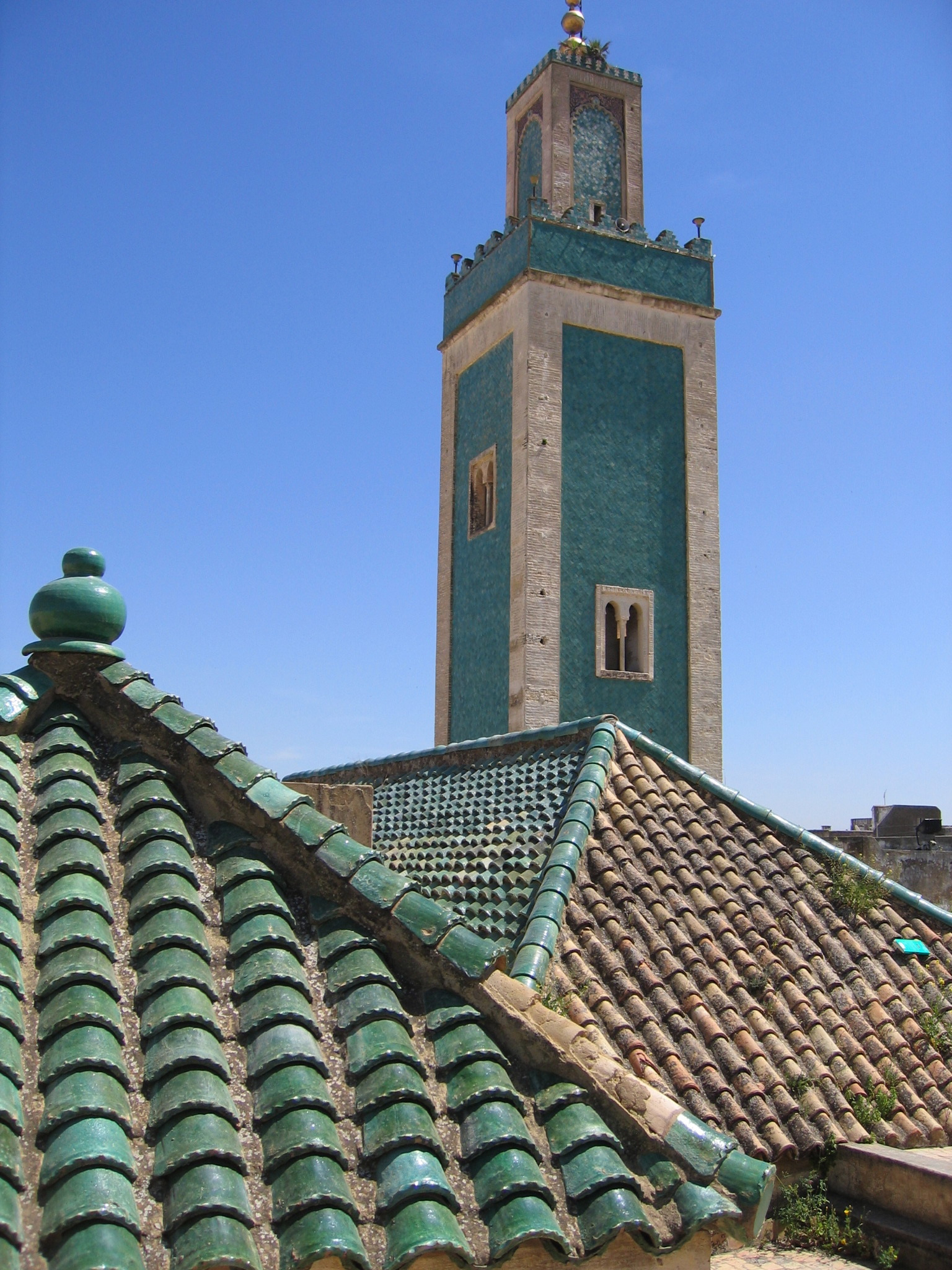
Minaret de la grande mosquée de Meknès
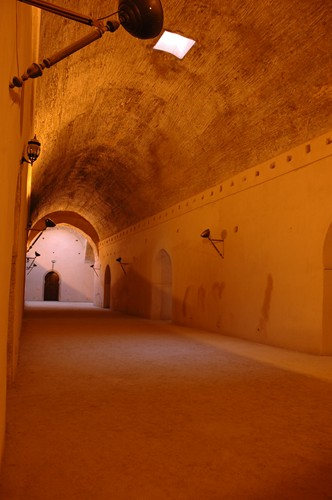
Dar el-Ma.
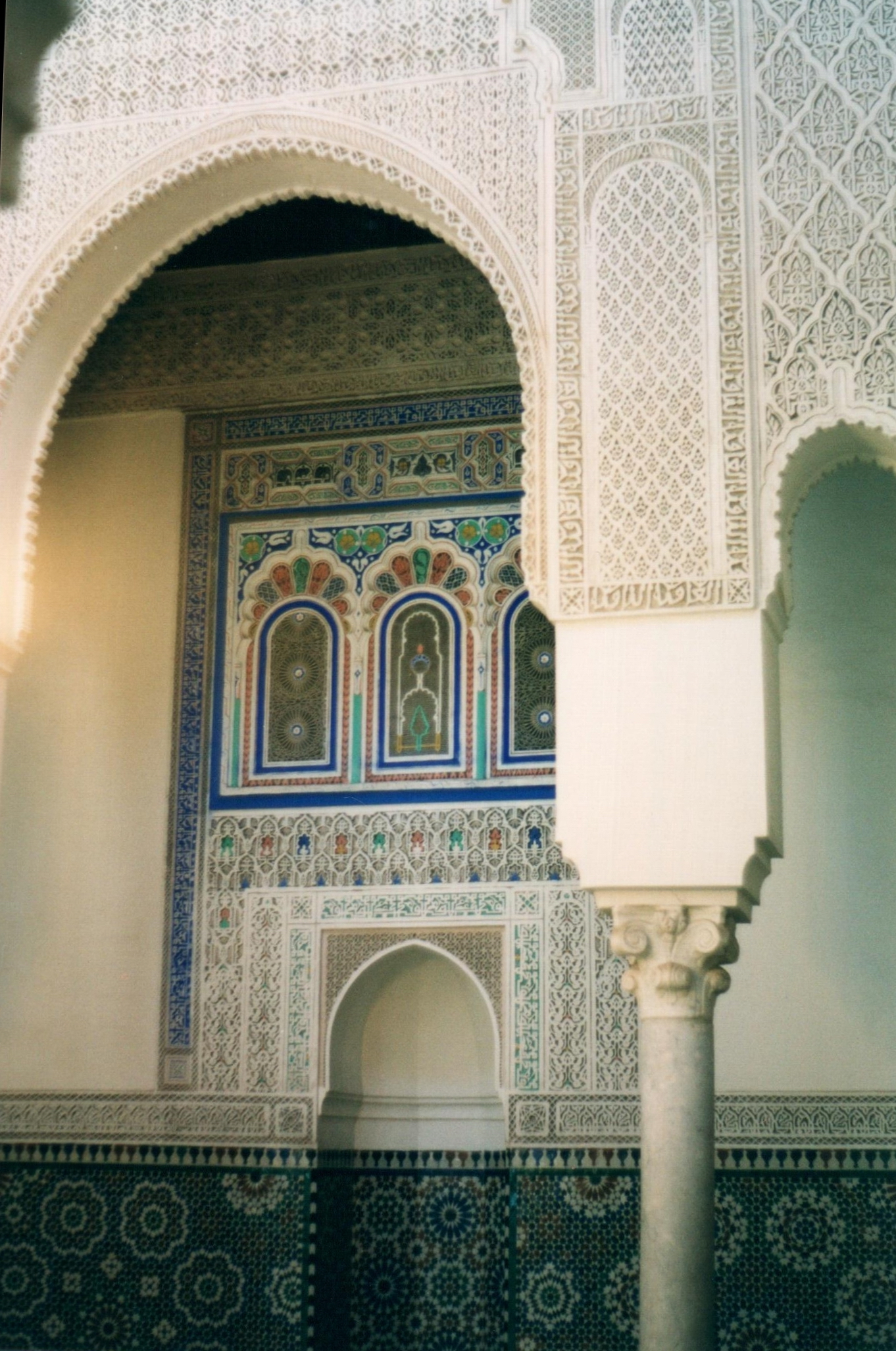
Mausolée de Moulay Ismaïl.
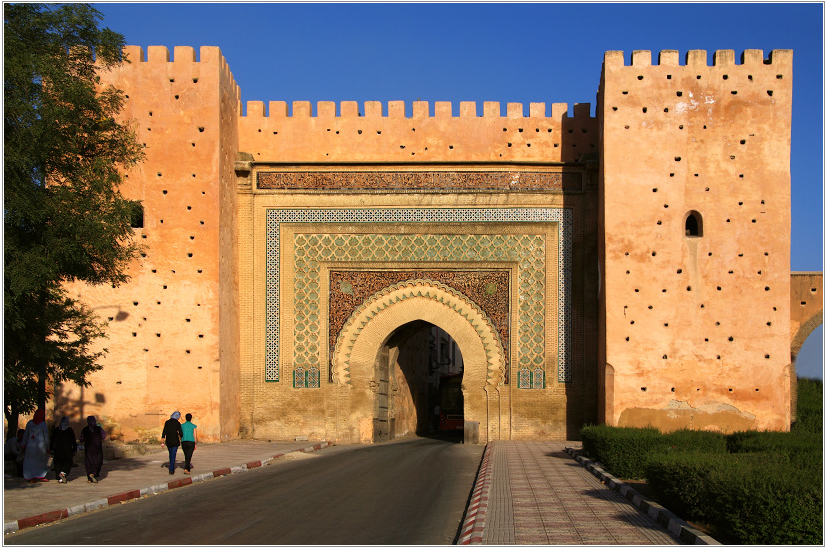
Bab El Khemis (Meknès).